# Gaozhong Shuiku
Gaozhong Shuiku (kinesiska: 高中水库) är en reservoar i Kina. Den ligger i provinsen Sichuan, i den sydvästra delen av landet, omkring 120 kilometer söder om provinshuvudstaden Chengdu. Gaozhong Shuiku ligger 423 meter över havet. I omgivningarna runt Gaozhong Shuiku växer i huvudsak blandskog.
Genomsnittlig årsnederbörd är 1 512 millimeter. Den regnigaste månaden är juli, med i genomsnitt 367 mm nederbörd, och den torraste är januari, med 14 mm nederbörd.